# یارانه متقاطع
یارانه متقاطع یا یارانه متقابل یا یارانه ضربدری عمل تعیین قیمتهای بالاتر برای یک نوع مصرف‌کننده است به طوری که به‌طور مصنوعی قیمت‌ها را برای گروه دیگر کاهش دهد. بنگاه‌های بازرگانی دولتی با کنترل انحصاری بر بازار صادرات محصولات کشاورزی گاهی اوقات یارانه متقاطع ایجاد می‌کنند، اما وجود عدم شفافیت در عملکرد آن‌ها، تشخیص این یارانه را سخت و برخی مواقع غیرممکن می‌کند.
فرض کنید الکس با دو دوستش لئو و لین به شام می‌رود. وعده غذایی الکس ۲۵ دلار، غذای لین ۲۰ دلار و غذای لئو ۱۵ دلار قیمت دارد. این صورتحساب در کل ۶۰ دلار است و هر کسی تصمیم می‌گیرد صورتحساب را به‌طور مساوی به ازای هر ۲۰ دلار تقسیم کنند. وعده غذایی الکس کمتر از مقدار واقعی محاسبه می‌شود است. لئو با ۵ دلار به الکس یارانه می می‌پردازد. لین نه یارانه متقاطع می‌گیرد و نه پرداخت می‌کند.
در بسیاری از کشورها، ارتباطات از راه دور (از جمله دسترسی به پهنای باند)، خدمات پستی، تعرفه‌های برق و ترافیک جمعی در میان سایر کشورها با کمک مالی متقابل انجام می‌شود. در برخی موارد، سقف قیمت جهانی برای خدمات وجود دارد که منجر به ایجاد یارانه‌های متقاطع برای مناطقی که هزینه‌های خدمات آن‌ها بالاست می‌شوند.

## نقد
به گفته Osmo Soininvaara، نویسنده اقتصاد سیاسی و آمارگر و نماینده پارلمان فنلاند، یارانه متقابل منجر به رفاه از دست رفته برای مسافران در مناطق شهری می‌شود، حتی اگر دلایلی برای وجود یارانه حمل و نقل عمومی در مناطق کم جمعیت وجود داشته باشد، بهتر است یارانه را از این طریق مالیات عمومی تهیه شود، تا اینکه مسافران در مناطق پرجمعیت تر از سود حاصل از سرمایه‌گذاری مجدد در این خدمات، یارانه دریافت کنند. این امر منجر به کرایه‌های بالاتر، دستمزد کمتر پرسنل، تعداد پایین‌تر و وسایل نقلیه قدیمی تر بای خدمات عمومی و همچنین باعث کاهش جذابیت خدمات و گسترش ریسک‌های مالی خدمات غیرانتفاعی نسبت به خدمات انتفاعی می‌شود و می‌تواند منجر به کاهش خدمات انتفاعی برای کاهش خسارات منتظره و غیرمنتظره شود. یارانه متقاطع بار مالی را برای خدمات غیرانتفاعی برای مسافرانی که اغلب کمترین توانایی پرداخت را دارند، تحمیل می‌کند. وی همچنین خاطرنشان می‌کند که در مناطق کم جمعیت، اتومبیل‌ها اغلب از نظر اتوبوس از نظر زیست‌محیطی بهتر و مفیدتر هستند.
برخی از اقتصاددانان معتقدند که یارانه متقاطع در شرکتهای دولتی احتمال انجام اقدامات ضد رقابتی مانند قیمت‌گذاری شکاری را افزایش می‌دهد. آنها استدلال می‌کنند که تعدیل کننده‌ها، مانند تعدیل کننده‌های پستی ایالات متحده، باید بر تخصیص هزینه انحصار ایالتی نظارت داشته باشند تا اطمینان حاصل کنند که درآمد حاصل از بازار انحصاری برای کاهش رقابت در بازارهای رقابتی استفاده نمی‌شود.